# Harry og kammertjeneren
Harry og kammertjeneren er en dansk film fra 1961, som er instrueret af Bent Christensen efter manuskript af ham selv og Leif Panduro. Den blev blandt andet nomineret til en Oscar for bedste fremmedsprogede film og modtog Bodilprisen for bedste danske film.

## Handling
Filmen fortæller en hjertevarm historie om den ældre fattige Harry, der arver en sum penge og bruger dem til at skaffe en kammertjener. Denne kammertjener er først fremmed over for det miljø Harry tilhører, men får efterhånden sympati for det og vælger at blive.

## Medvirkende
- Osvald Helmuth - Harry Adams, opsynsmand
- Ebbe Rode - Fabricius, kammertjener
- Gunnar Lauring - 'Biskoppen'
- Henning Moritzen - 'Fyrst Igor' Jensen
- Lise Ringheim - Magdalena
- Palle Kirk - Heisenberg
- Lily Broberg - Katrine Jensen, Værthusholder
- Aage Winther-Jørgensen - Orla
- Olaf Ussing - Krause, autoforhandler
- Valsø Holm - Meyer, købmand
- Aage Fønss - Kammertjener
- Ejner Federspiel - Kammertjener
- Emil Hallberg - Viggo, udsmider

## Genindspilning
I 2005 var der tale om en amerikansk genindspilning af den danske klassiker med Steve Bing som instruktør og Anthony Hopkins og Morgan Freeman i de to centrale roller.
Damian F. Slattery skrev manuskriptet.
I 2013 var der igen forlydende om en amerikansk geninspilning men nu med Samuel L. Jackson og Michael Caine i hovedrollerne.
Optagelserne er planlagt til at begynde i foråret 2014 med George C. Wolfe som instruktør.